# Fritz Brandt (Architekt)

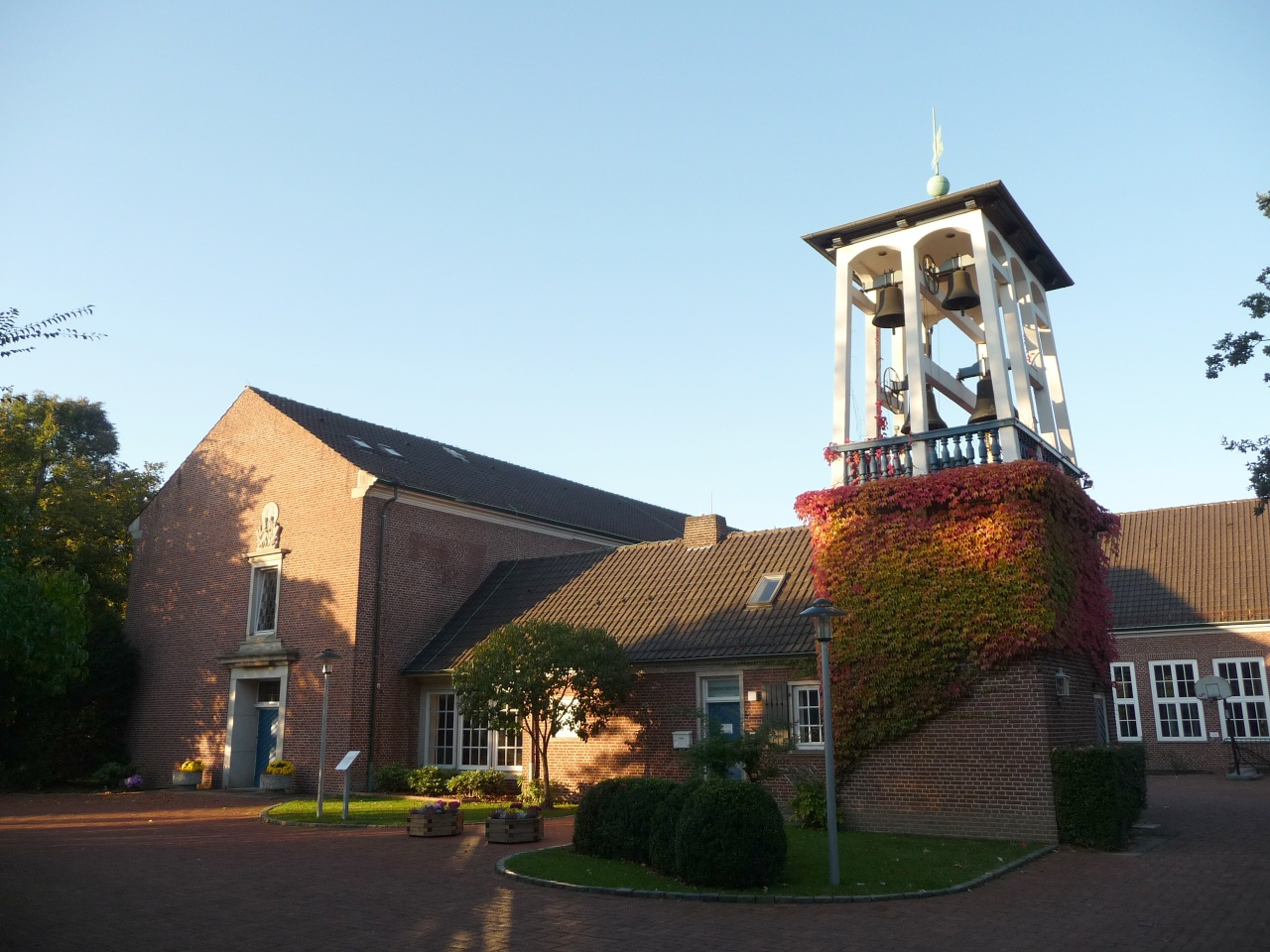
St.-Markus-Kirche

Fritz Brandt  (* 29. Juni 1902 in Bremen; † 23. Februar 1991 in Fischerhude) war ein deutscher Architekt.

## Biografie

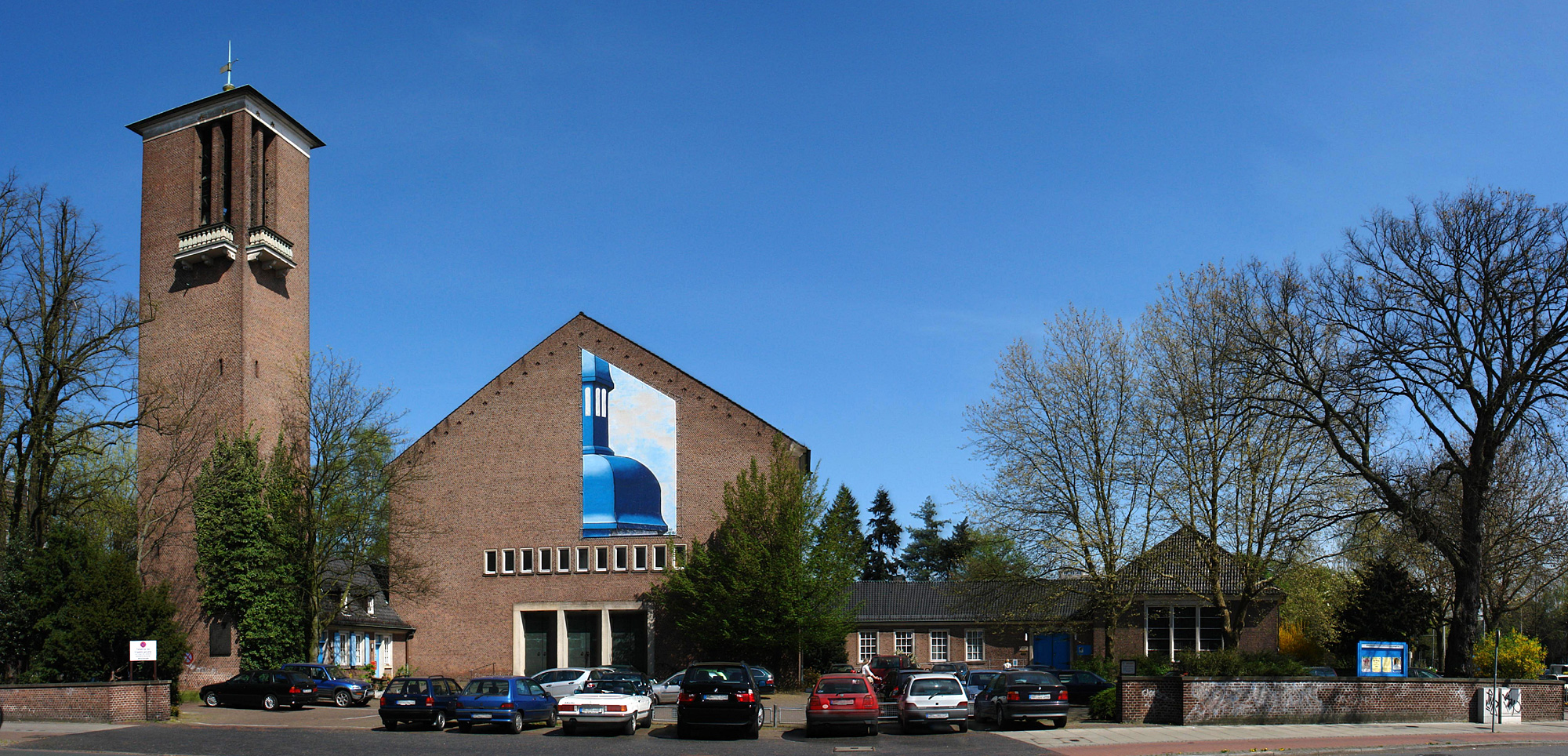
St. Ansgarii

Brandt wohnte und wirkte als Architekt in Bremen. Er entwarf mehrere verklinkerte Kirchen für die Bremische Evangelische Kirche im modernen, aber traditionellen Stil. An der Gestaltung der Bürgermeister-Smidt-Brücke über die Weser in Bremen war er beteiligt. Viele seiner Gebäude stehen inzwischen unter Bremer Denkmalschutz.

## Werke
- 1950: Wohnhaus Dr. Otto Wachs, Bankdirektor, Marcusallee 37, Bremen
- 1951: Geschäftshaus Jaeger & Eggers, Bremen-Mitte, Martinistraße 45
- 1951: Geschäftshaus am Altenwall 6 (Hollweg-Haus) in Bremen[3]
- 1951ff: Innenausbau vom Schütting am Bremer Marktplatz für die Handelskammer Bremen[4]
- 1954: Medizinisches Warenhaus am Bremer Marktplatz 14
- 1955: Evangelische St.-Markus-Kirche in Bremen, Stadtteil Obervieland, Ortsteil Kattenturm, Arsterdamm 12–16[5]
- 1955: St. Wilhadi in Bremen-Walle, Utbremen, Steffensweg 89[6]
- 1957:	St.-Ansgarii-Kirche und Gemeindezentrum in Bremen-Schwachhausen, Schwachhauser Heerstraße 40 / Hollerallee
- 1958: St. Johannis-Kirche Langendamm, Kreis Nienburg (Weser)
- 1959: Bürohaus An der Schlachte 2 in Bremen für die Schreiber-Reederei (heute Hal över)
- 1963: Dyckhoffpavillon im Bürgerpark Bremen
- 1964: Evangelische Thomas-Kirche und Gemeindehaus, Bremen-Obervieland, Soester Straße 42[7][8]
- 1965: Evangelische Kirche Sankt Nikolai, Mahndorf, Mahndorfer Deich 48[9]

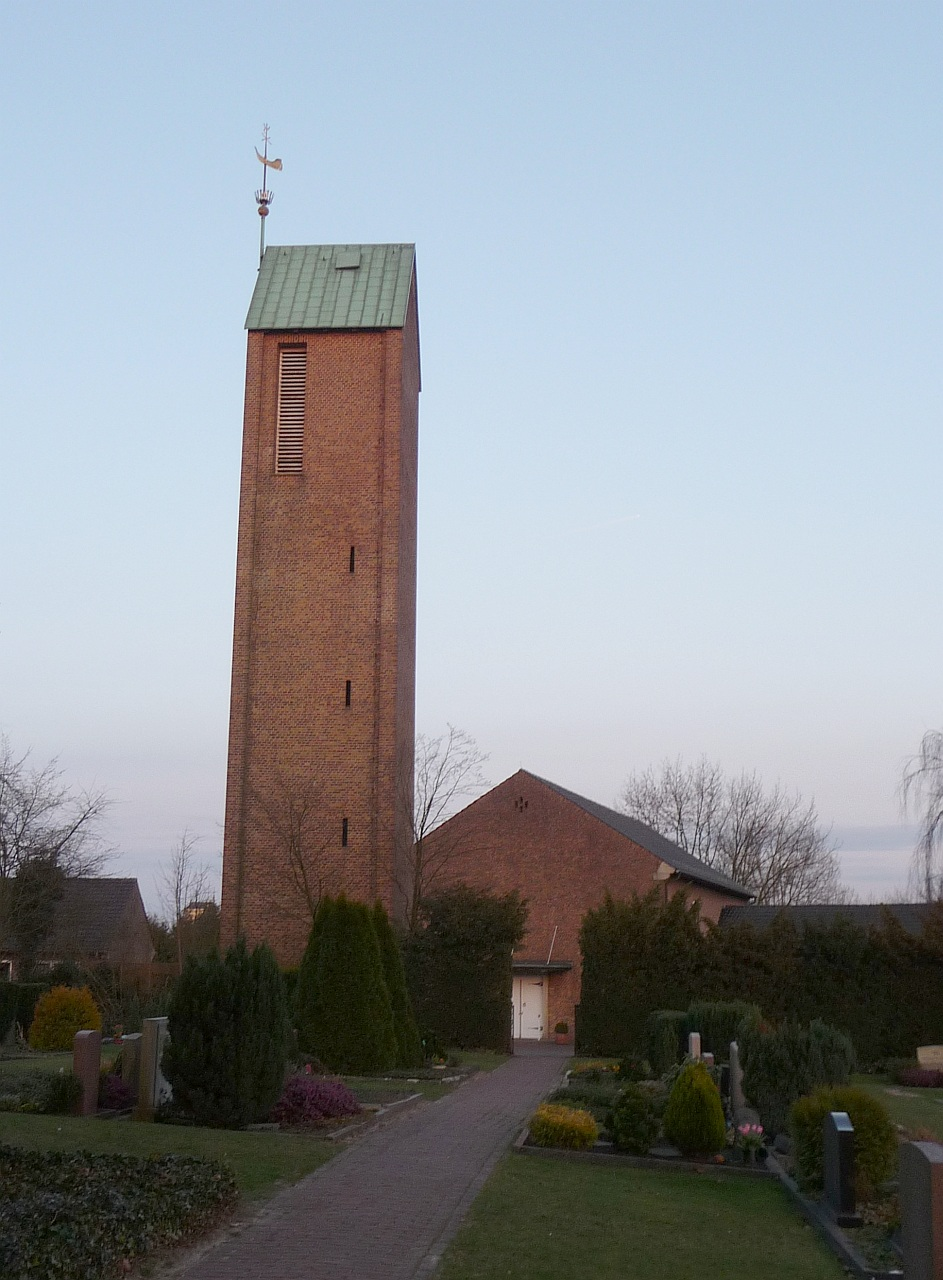
St.-Nikolai
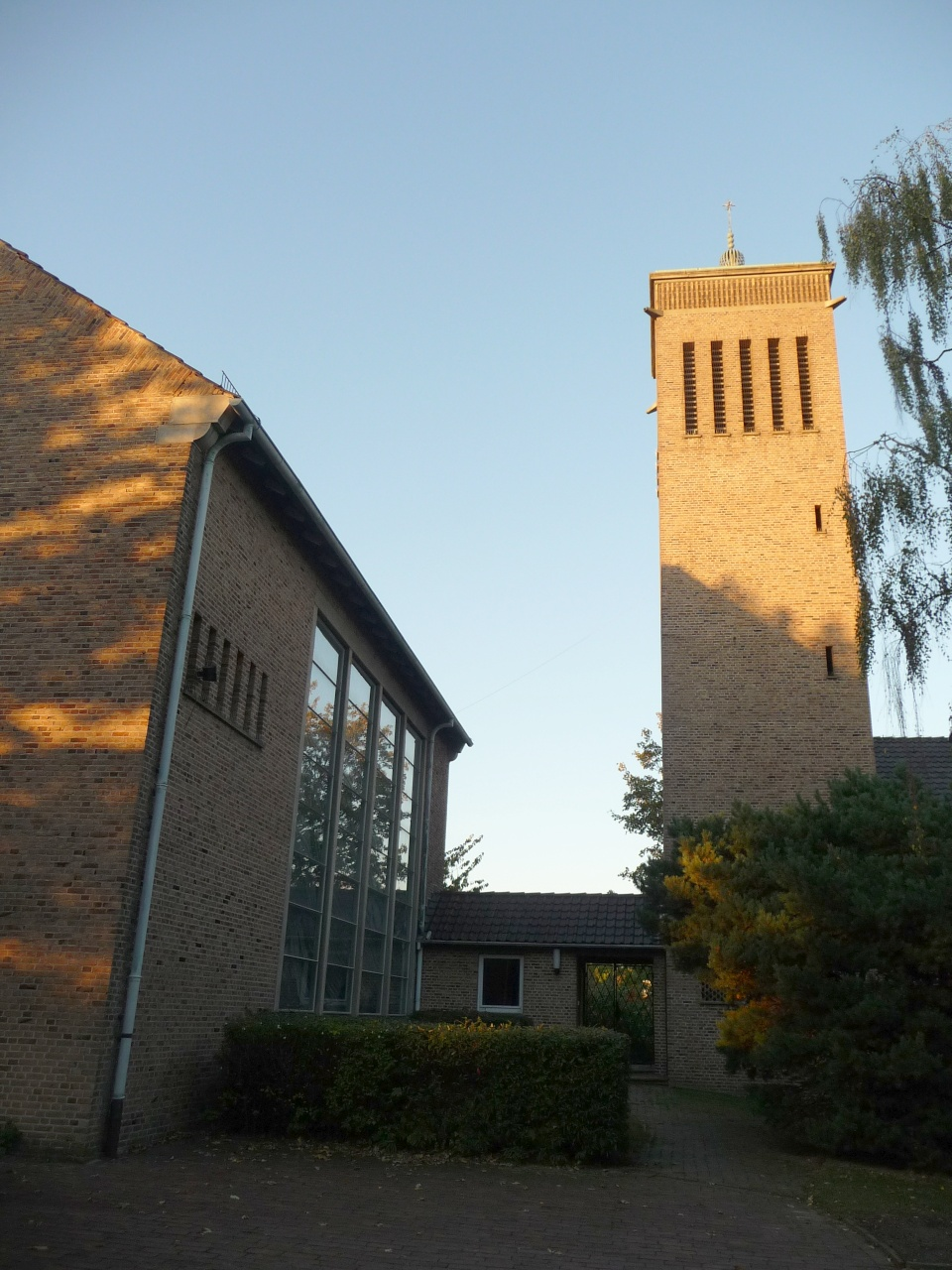
Thomas-Kirche